# Mcguinnessita
La mcguinessita es un mineral de la clase de los carbonatos, carbonato de magnesio y cobre con hidroxilos, que pertenece al grupo de la rosasita. Fue descubierta en la mina Copper King Red Mountain, Mendocino Co., California (USA), que consecuentemente es la localidad tipo. El nombre es un reconocimiento a  Albert Leo McGuinness, ingeniero de minas y coleccionista y comerciante de minerales, que encontró los primeros ejemplares.

## Características físicas y químicas
La mcguinnessita aparece como esferillas con estructura interna radiada, de color azul claro o verde azulado. La composición es relativamente variable, con zonados con proporciones distintas de cobre y magnesio, que condicionan el color. Las de contenido elevado de magnesio son más claras, casi blancas.

## Formación y yacimientos
La mcguinnessita es un mineral bastante raro, que se forma por la alteración se sulfuros de cobre en presencia de concentraciones elevadas de magnesio. Se conoce en alrededor de una treintena de yacimientos en el mundo. En la localidad tipo, el magnesio procede de una rodingita serpentinizada. También se encuentra asociada a serpentina  en la mina Champion, en Nelson (Nueva Zelanda). En España se ha encontrado en una paragénesis distinta, el yacimiento de magnesita de Eugui, Esteribar (Navarra). En este yacimiento, la mcguinnesita se forma sobre cristales de calcopirita, con el magnesio aportado por la magnesita y dolomita. 

- Datos: Q3853402
- Multimedia: Mcguinnessite / Q3853402

1. 1 2 3  Erd, R.C., Cesbron, F.P., Goff, F.E. y Clark, J.R. (1981). «Mcguinnessite, a new carbonate from California». The Mineralogical Record, 12, 143-147.
2. ↑  «Mcginnessite. Mindat».
3. ↑  Read, A.J. (1984). «Mcguinnessite from New Zealand; a new occurrence». Mineralogical Magazine, 48, 457-459.
4. ↑  Calvo, M. y Viñals, J. (2003). «Los minerales de las explotaciones de magnesita de Eugui (Navarra)». Revista de Minerales, 2 (4) 6-21.